# Prvenstvo Avstralije 1908
Prvenstvo Avstralije 1908 v tenisu.

## Moški posamično
Fred Alexander :  Alfred Dunlop, 3–6, 3–6, 6–0, 6–2, 6–3

## Moške dvojice
Fred Alexander /  Alfred Dunlop :  Granville G. Sharp /  Tony Wilding, 6–3, 6–2, 6–1